# Kupferbergwerk Fischbach
Das Kupferbergwerk Fischbach ist ein historisches Bergwerk im Hosenbachtal im Kreis Birkenfeld, wo vom 15. bis zum 18. Jahrhundert Kupfererze abgebaut und verhüttet wurden. Es ist seit 1975 für Besucher geöffnet. 

## Geschichte
Laut einer urkundlichen Erwähnung aus dem Jahre 1461 wurde bereits seit 1400 im Hosenbachtal bei Fischbach Kupfer gewonnen. Die Sponheimer Grafen und die Wild- und Rheingrafen auf der Kyrburg, deren Territorialgrenze über den Hosenberg verlief, vereinbarten 1473 die Aufteilung der Einnahmen aus dem Bergbau zu gleichen Teilen. Im 16. Jahrhundert arbeiteten zeitweise 200–300 Bergleute in der Grube. Das Kupfer wurde unter anderem nach Dinant im heutigen Belgien geliefert, wo ein Zentrum der Messingherstellung war.  Aufgrund des Dreißigjährigen Kriegs wurde am 3. Dezember 1624 die Einstellung des Bergbaus beschlossen. 
Erst 1697 wurde der Bergbau im Hosenberg wieder aufgenommen, nicht aber in den Gruben auf der gegenüberliegenden Seite des Hosenbachtals.  Von 1730 bis 1765 erlebte der Fischbacher Bergbau eine erneute Blütezeit. Um 1750 sind erste Schwarzpulver-Rechnungen in Fischbach nachgewiesen – Sprengtechniken waren aber in Sachsen schon im frühen 17. Jahrhundert üblich und wurden vermutlich schon vor 1750 von Migranten von dort nach Fischbach gebracht. In der ersten Hälfte des 18. Jahrhunderts war Fischbach eine Zwischenstation für die über mehrere Generationen ablaufende Migration von Fachkräften aus den osteuropäischen Bergbaugebieten bis nach Frankreich. 
Zwischen 1765 und 1776 setzte der wirtschaftliche Niedergang ein. Im Jahre 1792 erfolgte die Einstellung des Betriebs wegen Revolutionskriegen. Mehrere Versuche der Wiederaufnahme im 19. und 20. Jahrhundert scheiterten an unbefriedigender Wirtschaftlichkeit.

## Besucherbergwerk
Im Jahre 1975 wurde die Grube als Besucherbergwerk eröffnet; 1986 wurde auch die Kupferschmelze rekonstruiert. Im April 2004 wurde der Bergbaurundweg eröffnet. Der Erbstollen des Bergwerks ist in den Sommermonaten barrierefrei zugänglich.